# A la boca no
A la boca no (títol original:  Pas sur la bouche) és una pel·lícula musical franco-suïssa dirigida per Alain Resnais, estrenada l'any 2003. És la segona adaptació cinematogràfica de l'Opereta homònima d'André Barde i Maurice Yvain, escrita l'any 1925. Ha estat doblada al català.

## Argument
En una estada als Estats Units, Gilberte es va casar en primeres noces amb un estatunidenc, Eric Thomson. El seu matrimoni va ser un fracàs. Però aquesta unió no es va legalitzar pel cònsol de França, de fet, no està reconeguda a França. Tornant a París, Gilberte es va casar amb Georges Valandray, ric metal·lúrgic. Aquest, que creu en la felicitat conjugal pensant que és el primer amant de la seva dona, és curosament mantingut en la ignorància de la unió amb Eric Thomson.
Només la germana de Gilberte, Arlette Poumaillac, encara soltera, coneix el secret. Però, per pura coincidència, Georges Valandray entra en relacions de negocis amb Eric Thomson i es fan amics.

## Repartiment
- Sabine Azéma: Gilberte Valandray
- Pierre Arditi: Georges Valandray, segon marit de Gilberte
- Audrey Tautou: Huguette Verberie
- Isabelle Nanty: Arlette Poumaillac, germana de Gilberte
- Lambert Wilson: Eric Thomson, primer marit de Gilberte
- Jalil Lespert: Charley
- Daniel Prévost: Faradel
- Darry Cowl: Mme Foin, la conserge
- Bérangère Allaux: una jove
- Françoise Gillard: una jove
- Toinette Laquière: una jove
- Gwenaëlle Simon: una jove
- Nina Weissenberg: Juliette, la minyona

## Producció

### Gènesi
Al principi, Alain Resnais havia de rodar Or, un film sobre un guió original de Michel Le Bris. El rodatge va ser rebutjat i Resnais desitjava rodar un film ràpidament. Ha buscat llavors fer un remake, d'una peça de teatre.
Alain Resnais adapta aquí una Opereta francesa d'André Barde (lletra) i Maurice Yvain (música) que havia estar creada al teatre des Nouveautés el 17 de febrer de 1925Resnais considera Maurice Yvain com el Haydn de l'opereta.

## Repartiment
Alain Resnais retroba els seus actors favorits, Pierre Arditi i Sabine Azéma, però no André Dussollier. Ha fet que els seus actors cantin les cançons del film i no siguin doblades: 
| « | « El que m'excitava amb l'opereta de Barde i Yvain, era rodar-la amb el meu càsting d'actors sense preocupar-me de la seva capacitat de cantar però sabent que es no recorriria a veus en playback de «verdaders» cantants. Volia que els actors cantessin realment. Al començament, excepte Lambert Wilson, tots pensaven que això era impossible. ». | » |

Per al paper de la conserge, Alain Resnais va escollir el còmic Darry Cowl, que interpreta un paper femení. En una entrevista amb Antoine de Baecque, Darry Cowl explica: 
| « | « No havia actuat mai com a dona, m'ha agradat: les arrecades eren seyantes. I m'agrada cantar. ». | » |

### Rodatge
El film es va rodar als estudis d'Arpajon.

## Rebuda

### Box office
El film ha fet 650.000 entrades a Europa de les quals 622.000 a França

## Al voltant de la pel·lícula
- A la boca no és el tercer llargmetratge d'Alain Resnais en el gènere de la comèdia musical, després de La vida és una novel·la i Coneixem la cançó. És també un homenatge al teatre com Mélo, amb jocs d'escena on els actors agafen com a testimoni l'espectador (la càmera) i moviments de cortines aparents.
- L'opereta original va ser adaptada per primera vegada al cinema l'any 1931 per Nicolas Evreïnoff i Nicolas Rimsky, amb Mireille Perrey (Gilberte), Nicolas Rimsky (Eric Thomson), Jeanne Marny (Huguette), Jacques Grétillat (Georges Valandray), Alice Tissot (Mlle Poumaillac).

## Premis i nominacions
- Cèsar del cinema 2004 :
  - César al millor vestuari: Jackie Budin
  - César al millor actor secundari: Darry Cowl
  - César al millor so: Jean-Marie Blondel, Gérard Hardy i Gérard Lamps
- Estrella d'or 2004